# Речка (Холмогорский район)
Речка — деревня в Холмогорском районе Архангельской области.

## География
Находится в центральной части Архангельской области на расстоянии приблизительно 46 км на юг по прямой от административного центра района села Холмогоры на правобережье реки Северная Двина.

## История
В 1939 году в составе Ракульского сельсовета Холмогорского района были учтены деревни Большая река и Малая река. Единая деревня была отмечена уже на карте начала 1980-х годов. До 2022 года входила в Ракульское сельское поселение до его упразднения.

## Население
Численность населения не была учтена как в 2002 году, так и в 2010.